# Prypeć (rzeka)
Prypeć (ukr. Прип’ять Prypjať, biał. Прыпяць Prypiać, ros. Припять Pripiať) – rzeka na Ukrainie i Białorusi, prawy dopływ Dniepru, o długości 775 km i powierzchni dorzecza 121 000 km². W górnym i środkowym biegu rzeka przepływa przez Polesie. Uchodzi do Zbiornika Kijowskiego. Dopływami Prypeci są m.in.: Turia, Stochód, Styr, Horyń, Stwiga, Uborć, Sławeczna, Żałoń, Uż (prawe), Pina, Jasiołda, Bobryk Pierwszy, Słucz (lewe).
Główne miasta położone nad Prypecią to: Pińsk, Mozyrz, Czarnobyl i Prypeć. Naturalny bieg Prypeci charakteryzował się licznymi rozlewiskami, meandrami, rozdzielaniem koryta i łączeniem z odnogami innych rzek. Odcinek Prypeci przed Pińskiem znany był także jako Strumień.

## Historia

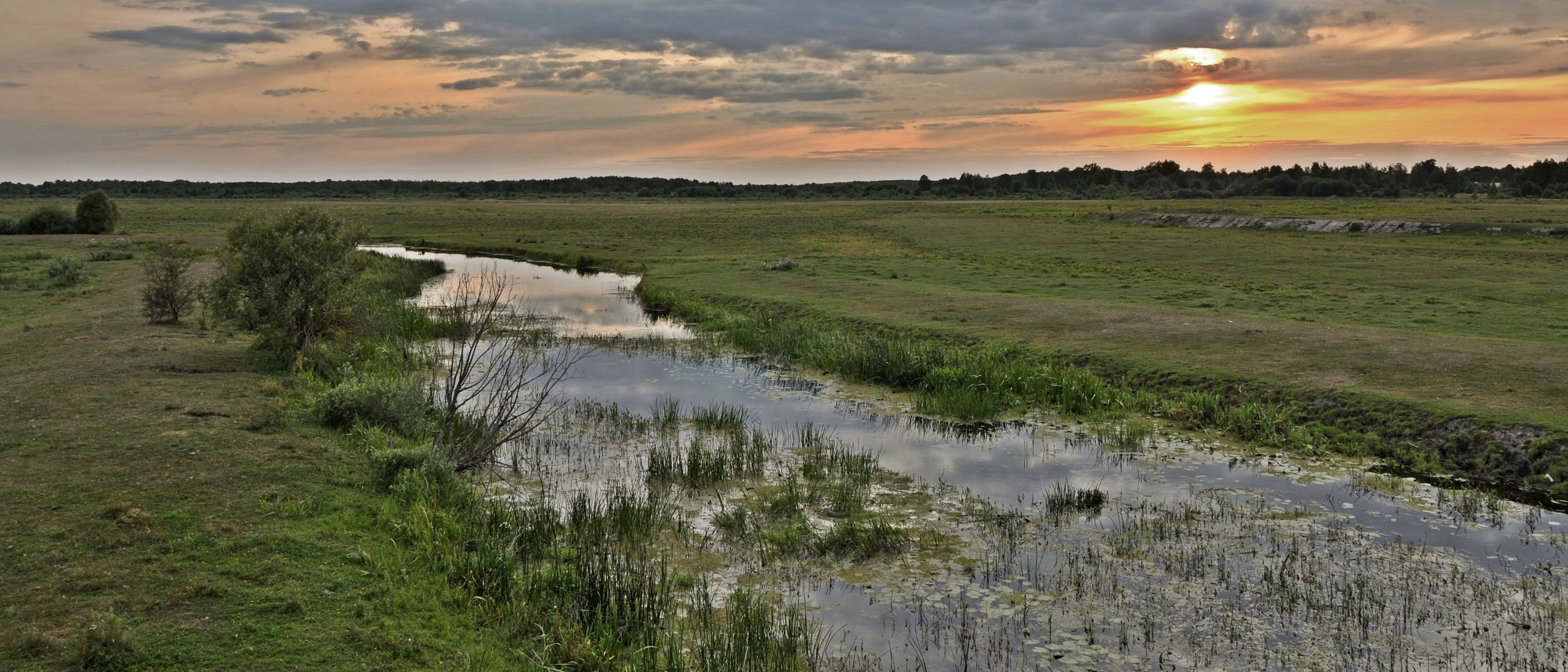
Górna Prypeć na Polesiu Wołyńskim

Rzeka Prypeć w całej swojej długości znajdowała się w I Rzeczypospolitej do 1793 roku. Następnie jej odcinek został utracony na rzecz Rosji w 1795 roku. Polska administracja powróciła nad Prypeć (tylko nad górny bieg rzeki) w roku 1918 i utrzymywała tam swoją władzę do września 1939 roku. W okresie międzywojennym na wodach Prypeci działała polska Flotylla Rzeczna Marynarki Wojennej. Po kampanii wrześniowej obszar ten został włączony w skład Związku Sowieckiego, a na wodach Prypeci zaczęła działać sowiecka Flotylla Pińska. 
26 kwietnia 1986 rzeka została silnie skażona promieniotwórczo w dolnym biegu w wyniku awarii reaktora w Czarnobylu.